# Marlos Moreno Durán
Marlos Moreno Durán (Medellín, 20 de setembre de 1996) és un futbolista colombià. Juga d'extrem i el seu actual equip és el Santos Laguna, on juga cedit pel Manchester City FC.

## Trajectòria

### Atlético Nacional
Marlos comença la seva carrera esportiva a l'Atlético Nacional colombià amb només 14 anys. El 2014 debuta professionalment amb el club a la màxima categoria del país, la Categoría Primera A. Marca un total de 5 gols en 27 partits.

### Manchester City
El 6 d'agost de 2016, Marlos fitxa pel Manchester City de la Premier League per 4,75 milions de lliures esterlines, però immediatament és cedit al Deportivo de La Coruña de La liga per una temporada, equip amb el qual disputa 19 partits sense marcar cap gol. L'1 d'agost de 2017 és cedit al Girona Futbol Club per una temporada. El gener de 2018, després de no haver aconseguit convèncer l'entrenador del Girona, Pablo Machín (només va jugar en 4 partits, 2 de Lliga (11 minuts contra el Barça i 16 contra el València CF) i 2 de Copa del Rei), marxà del Girona i fou cedit al Flamengo.

### Internacional
Després de jugar amb al selecció sots 17, Marlo debuta amb la selecció de Colòmbia el 24 de març de 2016. L'11 de juny de 2016 marca el seu primer gol com a internacional contra la selecció de Costa Rica en la Copa América Centenario.